# Vatikanstatens julgran

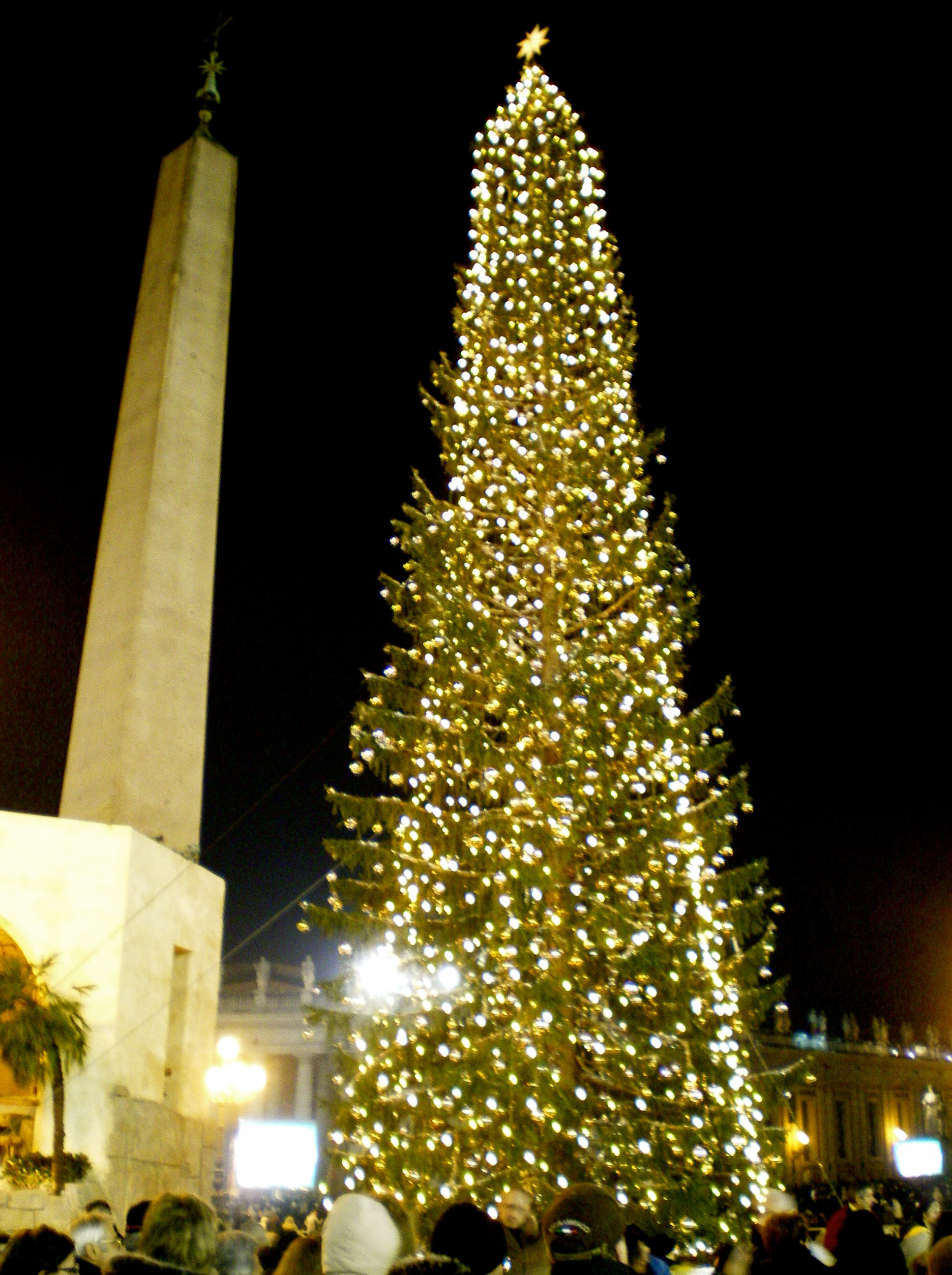
2007 års gran.

Vatikanstatens julgran eller Sankt Peters-julgranen är en julgran som reses årligen på Petersplatsen utanför Peterskyrkan sedan 1982.
Traditionen inleddes 1982 av påve Johannes Paulus II, då Polen-födde påven introducerade denna nordeuropeiska jultradition. Julgranstraditionen var vanlig i norra Europa och i hans hemland Polen, men inte i Vatikanstaten på den tiden.
Första julgranen hämtades från Italien. Sedan dess har det blivit en ära för många olika länder att få skicka en julgran till Vatikanstaten.